# ファイン・タイム
「ファイン・タイム」（Fine Time）は、ニュー・オーダーが1988年に発表したヒット曲である。

## 概要
アルバム『テクニーク』からのファーストシングルである。シングルではアルバム・ヴァージョンを短く編集したエディット・ヴァージョンになっている。
ファクトリー・レコードのカタログ番号はFAC 223。全英シングルチャートで最高位11位、全米クラブ・プレイ・チャートでは最高位2位を記録。

## シングル収録曲
日本では1988年12月21日、当時ファクトリー・レコードの販売を行っていた日本コロムビアより12cmCDシングルがリリースされた。収録曲は以下のとおりで、海外でリリースされたCDシングルと同内容である。カップリング曲の「ドント・ドゥ・イット」はアルバム未収録のインストゥルメンタルである。
1. ファイン・タイム Fine Time (7" Edit) - 3:08
2. ファイン・タイム （シルク・ミックス）Fine Time (Silk Mix)  - 6:15
3. ファイン・タイム （メッスド・アラウンド・ミックス）Fine Time (Messed Around Mix)  - 4:35
4. ドント・ドゥ・イット Don't Do It - 4:30

## チャート
| チャート（1988年）               | 最高順位 |
| -------------------------------- | -------- |
| イギリス（全英シングルチャート） | 11       |

## 収録アルバム
- 『テクニーク』
- 『ザ・ベスト・オブ・ニュー・オーダー』
- 『レトロ』 - 『テクニーク』収録のアルバム・ヴァージョンを収録
- 『シングルズ』